# 네야가와시역
네야가와시역(일본어: 寝屋川市駅)은 일본 오사카부 네야가와시에 위치한 게이한 전기철도 게이한 본선의 역이다. 게이한에서도 주요 역이며, 오사카 부 네야가와 시의 중심역이기도 하다. 통근쾌속 이하의 전체 종류가 정차한다. 역 번호는 KH17이다.

## 역 구조
도시 계획 결정으로부터 20년의 세월과 약 384억엔의 사업비로 완성된 상대식 승강장 2면 2선의 고가역이다. 3층 구조이지만 역의 동서로 높낮이 차이가 있기 때문에 동쪽은 1층, 서쪽은 중간1층으로 되어 있다. 1층에는 SSM매장 후레스토, 중간1층에는 게이한 서비스 센터와 정기 매표장, 게이한 교통사 등이 있다. 2층은 개찰구와 대합실이 위치하여 구내에는 맥도날드 고베 가게 등이 입주하고 있다. 역 동쪽은 보행자 데크로 어드밴스 네야가와 2호관, 동쪽 로터리와 직결된다. 또, 역전 광장으로는 전체에서 2003년 굿디자인상을 수상했다. 3층은 승강장으로, 천장이 게이한 선의 다른 역보다 매우 높고 꽤 여유 있으면서도 개방적인 구조이다. 연속 입체 교차 공사에 있어서 장애자 대응 엘리베이터 3기와 점자 안내서와 요금 표, 다목적 화장실 등을 정비하고, 배리어 프리가 철저하게 완비되어 있다. 또, 오사카나 요도야바시 역 방향 승강장에 편의점이 영업 중이다. 역이 커브 상에 있기 때문에 승강장과 전철 사이가 넓은 곳이 있다. 그래서 도착 시 방송으로 발빠짐 주의 안내 방송이 나온다. 용지의 관계상 상하행선 승강장이 약 1.5량분 어긋난 형태로 설치되어 있다. 현재 상행 승강장이 지상역 시절의 위치에서 지상 시의 하행선 승강장의 오사카 방향 끝으로는 매우 좁은 것이었다.

### 승강장
| 번호 | 노선          | 방향 | 행선                                               |
| ---- | ------------- | ---- | -------------------------------------------------- |
| 1    | ■ 게이한 본선 | 상행 | 히라카타시・주쇼지마・산조・데마치야나기 방면      |
| 2    | ■ 게이한 본선 | 하행 | 모리구치시・교바시・요도야바시・나카노시마 선 방면 |

※ 두 승강장의 유효 길이는 8량 편성분이다.

## 이용 현황
| 연도별 1일 평균 하차 승차 인원 | 연도별 1일 평균 하차 승차 인원 | 연도별 1일 평균 하차 승차 인원 | 연도별 1일 평균 하차 승차 인원 |
| 연도                           | 특정일                         | 특정일                         | 특정일                         |
| 연도                           | 조사일                         | 하차 인원                      | 승차 인원                      |
| ------------------------------ | ------------------------------ | ------------------------------ | ------------------------------ |
| 1990년                         | 11/6                           | 91,471                         | 45,735                         |
| 1991년                         | -                              | -                              | -                              |
| 1992년                         | 11/10                          | 95,979                         | 48,142                         |
| 1993년                         | -                              | -                              | -                              |
| 1994년                         | -                              | -                              | -                              |
| 1995년                         | 11/21                          | 91,422                         | 45,957                         |
| 1996년                         | -                              | -                              | -                              |
| 1997년                         | -                              | -                              | -                              |
| 1998년                         | 11/10                          | 81,140                         | 40,803                         |
| 1999년                         | -                              | -                              | -                              |
| 2000년                         | 11/7                           | 80,267                         | 40,497                         |
| 2001년                         | -                              | -                              | -                              |
| 2002년                         | 12/10                          | 76,921                         | 38,615                         |
| 2003년                         | 10/28                          | 77,203                         | 38,622                         |
| 2004년                         | 11/9                           | 74,399                         | 37,356                         |
| 2005년                         | 11/8                           | 74,222                         | 37,296                         |
| 2006년                         | 11/7                           | 72,557                         | 36,459                         |
| 2007년                         | 11/13                          | 71,040                         | 35,626                         |
| 2008년                         | 11/11                          | 69,476                         | 34,845                         |
| 2009년                         | 11/10                          | 67,267                         | 33,769                         |
| 2010년                         | 11/9                           | 66,844                         | 33,711                         |
| 2011년                         | 11/1                           | 68,400                         | 34,281                         |
| 2012년                         | 10/31                          | 69,028                         | 34,546                         |
| 2013년                         | 11/12                          | 66,786                         | 33,487                         |
| 2014년                         | 11/11                          | 66,577                         | 33,423                         |
| 2015년                         | 11/10                          | 67,584                         | 33,863                         |

## 역 주변
- 네야가와 시청
- 네야가와 시민 회관
- 네야가와 시립 에스포 아르
- 네야가와 시립 소비 생활 센터
- 네야가와 시립 지역 교류 센터 "알 카스 홀"
- 오사카 부 중앙 자녀 가정 센터
- 오사카 부 네야가와 부민 건강 플라자(네야가와 보건소)
- 오사카 부경 네야가와 경찰서
- 국토교통성 긴키 운수국 오사카 운수 지국
- 어드밴스 네야가와 1호관(이즈미야)
- 어드밴스 네야가와 2호관
- 후레스토 네야가와점
- 네야가와 우체국
- NTT서일본 게이한 영업 지점
- 게이한 전기철도 네야가와 차고
- 엑세디 본사
- 이토키 네야가와 공장
- 산업 진흥 센터・기타오사카 상공 회의소 네야가와 지소
- 오사카 부립 네야가와 고등학교
- 네야가와 시립 주오 초등학교
- 오사카 전기 통신 대학 에키마에 캠퍼스・네야가와 캠퍼스
- 오사카 부립 대학 공업 고등 전문 학교
- 네야가와 시냇물 공원
- 스미요시 신사(네야 강 에비스)
- 야사카 신사

## 사진

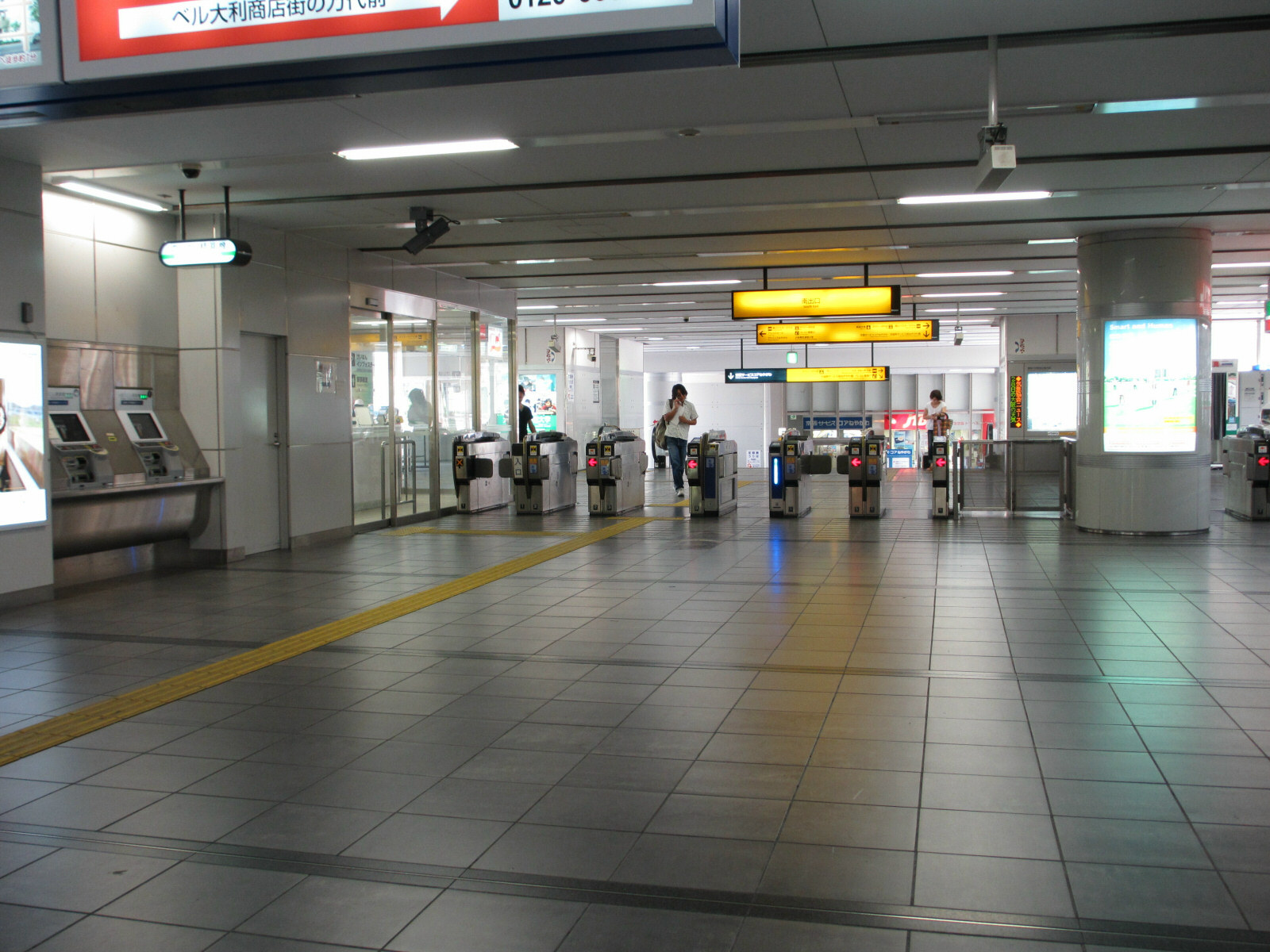
개찰구

## 인접역
| 게이한 전기철도 ■ 게이한 본선   | 게이한 전기철도 ■ 게이한 본선                              | 게이한 전기철도 ■ 게이한 본선 |
| ------------------------------- | ---------------------------------------------------------- | ----------------------------- |
| KH04 교바시 요도야바시 방면     | ■ 통근 쾌속 ■ 심야 급행(상행만 운행)                       | 고리엔 KH18 데마치야나기 방면 |
| KH11 모리구치시 요도야바시 방면 | ■ 쾌속 급행 ■ 급행                                         | 고리엔 KH18 데마치야나기 방면 |
| KH16 가야시마 요도야바시 방면   | ■ 통근 준특급(평일 하행만 운행) ■ 준특급 ■ 구간급행 ■ 보통 | 고리엔 KH18 데마치야나기 방면 |